# Emil Berggren (politiker)
Johannes Emil Berggren (i riksdagen kallad Berggren i Gammelstad), född den 19 september 1855 i Voxtorps socken, Jönköpings län, död den 5 november 1913 i Luleå (kyrkobokförd i Nederluleå församling), var en svensk lantbruksingenjör och politiker (högerman). 
Emil Berggren var riksdagsledamot i första kammaren för Norrbottens läns valkrets 1907–1913. Partipolitiskt tillhörde han 1907 till 1909 Första kammarens protektionistiska parti, 1910 till 1911 det förenade högerpartiet och från 1912 till sin död Första kammarens nationella parti. Han invaldes 1905 som ledamot av Kungliga Lantbruksakademien.